# Kids (película)
Kids es una película dramática estadounidense de 1995 escrita por Harmony Korine y dirigida por Larry Clark. Cuenta con las actuaciones de Chloë Sevigny, Leo Fitzpatrick, Justin Pierce y Rosario Dawson, muchos de ellos haciendo su debut en el cine. La película retrata un día en la vida de un grupo de jóvenes neoyorquinos sumergidos en el alcohol, drogas y sexo. Esta cinta refleja un sector de la población urbana juvenil norteamericana que vive su temprana sexualidad y problemas cotidianos. La cinta creó controversia al momento de su lanzamiento en 1995, y causó muchos debates públicos acerca de sus méritos artísticos, recibiendo una clasificación NC-17 por parte de la MPAA, la cual después fue anulada, lanzando la película sin clasificación con el fin de obtener mayores ganancias y mayor difusión.

## Argumento
Telly y una adolescente de 12 años de edad están en una habitación y ambos deciden tener relaciones sexuales. Tras el encuentro, Telly se encuentra con su mejor amigo Casper y cuenta su experiencia y comenta que solo busca muchachas vírgenes para tener sexo. Ambos acuden a una licoreria y logran burlar al cajero para robar una botella de alcohol. Más adelante los jóvenes buscan droga y comida y al final llegan al departamento de Paul, donde varios chicos pasan el rato viendo televisión y fumando marihuana y otras drogas. 
En la ciudad, un grupo de chicas pasea juntas y hablan sobre sexo. Ruby y Jennie cuentan experiencias sobre el sexo oral y lo importante que fue perder su virginidad. Ruby se realiza una prueba para infecciones de transmisión sexual y sale negativa, a pesar de haber tenido sexo sin protección en varias ocasiones. Por el contrario, la prueba de Jennie sale positiva para el VIH. Jennie confiesa que tuvo sexo con Telly y pasa el resto del día buscándolo para advertirle que tiene el virus. 
Telly y su amigo van al parque Washington Square y compran marihuana, y de nuevo se reúnen con varios amigos para hablar. En un tropiezo con su patineta, Casper golpea a un hombre que se molesta, sin embargo Casper y sus amigos amenazan al hombre y lo golpean. Una vez fuera del parque, Telly y varios chicos encuentran a Darcy, una chica de 13 años, quien es hermana de uno de los chicos. Telly la convence de tener sexo y van a una alberca, donde Darcy se resiste al coqueteo. 
Jennie va en busca de Telly, quien está en una fiesta en casa de Steven, al llegar al lugar Jennie encuentra que el joven está teniendo relaciones sexuales con Darcy. Jennie aun drogada se deprime y comienza a llorar en un sillón, donde duermen otros invitados de la fiesta. Casper está borracho y al ver a Jennie dormida la viola, ignorando que ella tiene VIH. La mañana siguiente Casper se despierta y dice: «Dios mio, ¿qué ha sucedido?»

## Reparto
- Leo Fitzpatrick como Telly.[1]
- Justin Pierce como Casper.[1]
- Chloë Sevigny como Jennie.[1]
- Rosario Dawson como Ruby.
- Jon Abrahams como Steven.
- Harold Hunter como Harold.
- Harmony Korine como Fidget.
- Yakira Peguero como Darcy.
- Billy Walderman como Zack.
- Julia Mendoza como Susan.
- Jeff Pang como Jeff.
- Hamilton Harris como Hamilton.

## Producción
El director Larry Clark dijo querer hacer una película sobre adolescentes, y finalmente la cinta fue filmada en un estilo pseudocumental. El director escogió para el elenco a jóvenes de la ciudad de Nueva York que no tuvieran experiencia en la actuación, y para su selección se fijó en la actitud de los adolescentes. Harmony Korine escribió el guion en 1993 con 19 años de edad y la fotografía principal fue hecha en el verano de 1994. Gus Van Sant fungió como productor de la cinta, sin embargo abandonó el proyecto casi al final de su filmación. Tras varios problemas de financiación, la distribuidora Miramax pagó $3.5 millones de dólares por los derechos mundiales de la cinta.

## Banda sonora
Lou Barlow fue el creador de la banda sonora de la cinta, la cual cuenta con las siguientes pistas:
1. Daniel Johnston – "Casper"
2. Deluxx Folk Implosion – "Daddy Never Understood"
3. Folk Implosion – "Nothing Gonna Stop"
4. Folk Implosion – "Jenny's Theme"
5. Folk Implosion – "Simean Groove"
6. Daniel Johnston – "Casper the Friendly Ghost"
7. Folk Implosion – "Natural One"
8. Sebadoh – "Spoiled"
9. Folk Implosion – "Crash"
10. Folk Implosion – "Wet Stuff"
11. Lo-Down – "Mad Fright Night"
12. Folk Implosion – "Raise the Bells"
13. Slint – "Good Morning, Captain"

## Recepción

### Crítica
La cinta recibió opiniones mixtas. En el sitio web Rotten Tomatoes tiene una aceptación del 46% con una calificación de 4.95 sobre 10. El crítico de cine Roger Ebert, del diario Chicago Sun Times, le dio a la cinta una calificación de 3.5 de 4 estrellas. En su reseña define la cinta como «un tipo de película que necesita ser analizada después de verla; tiene un mensaje sobre el sexo seguro». Janet Maslin, del diario The New York Times, llamó a la cinta como «un llamado de conciencia al mundo moderno» sobre la naturaleza del presente y la vida urbana. Sin embargo, otros críticos definieron a la cinta como «pornográfica» y rayando en la pornografía infantil. La activista del feminismo Gloria Jean Watkins definió la película como «fascinante y la personificación de la vida postmoderna, con una visión del género, raza y las enfermedades de transmisión sexual».

### Premios y nominaciones
| Año                 | Premio                     | Categoría                 | Nominado/a     | Resultado          | Referencias                |
| ------------------- | -------------------------- | ------------------------- | -------------- | ------------------ | -------------------------- |
| Mayo de 1995        | Festival de Cine de Cannes | Palme d'Or                | Larry Clark    | Nominado           | [ 9 ]                      |
| Mayo de 1995        | Festival de Cine de Cannes | Cámara de oro             | Larry Clark    | Nominado           | [ 9 ]                      |
| 1996                | Stinkers Bad Movie Awards  | Peor Película             | Kids'"         | Mención deshonrosa | [ 10 ] [ 11 ]              |
| 23 de marzo de 1996 | Independent Spirit Awards  | Mejor Actriz de Reparto   | Chloë Sevigny  | Nominada           | [ 12 ] [ 13 ] [ 14 ] [ 9 ] |
| 23 de marzo de 1996 | Independent Spirit Awards  | Mejor Guion               | Harmony Korine | Nominado           | [ 12 ] [ 13 ] [ 14 ] [ 9 ] |
| 23 de marzo de 1996 | Independent Spirit Awards  | Mejor Película            | Kids           | Nominado           | [ 12 ] [ 13 ] [ 14 ] [ 9 ] |
| 23 de marzo de 1996 | Independent Spirit Awards  | Mejor Interpetación Debut | Justin Pierce  | Ganador            | [ 12 ] [ 13 ] [ 14 ] [ 9 ] |